# 民度
民度（みんど、中:素质）とは特定の地域・国に住む人々または、特定の施設・サービスの利用者（ユーザー）・参加者・ファン等のある集団の平均的な知的水準、教育水準、文化水準、マナー、行動様式などの成熟度の程度を指す。民度は高いほど良いとされている。特定集団のある平均レベル・マナーの度合い以外に明確な定義はなく、曖昧につかわれている言葉である。中国に概念が輸出され、「(国民)素质（日:素質）」とし、中国政府含めた官民問わず使われている。無料又は低価格帯サービスは民度が低い人やクレーマーが集まる傾向にあり、このようなネットサービスの場合はデジタルスラム化するとの意見が出ている。

## 概要
起源は不明ながら戦前から存在する言葉である。辞典への収載例をさかのぼると、1907年（明治40年）三省堂書店発行の『辞林』（金澤庄三郎編纂）では「人民の文野又は貧富の度合」、1910年（明治43年）郁文舎発行の『増補訂正 漢和大辞林』（郁文舎編輯所編纂・芳賀剛太郎増補訂正著）では「人民の生活の程度、又、人民の進歩の程度にいふ」と語意が解説されている。
これを裏付ける使用の一例として、1934年（昭和9年）8月9日付『京城日報』には「民度」という表現が複数回みられるが、いずれも本来の語意である「国民あるいは住民の生活の貧富や文明の進歩の程度」に沿った文脈であり、暗に善悪を匂わせるような用法ではないことが確認できる。
他方、1949年（昭和24年）に尾崎書房から発行された『随筆てんやわんや』（獅子文六著）では「飛驒の山奥の振り米傳説が、そつくりそのまゝウラカタに持ち來られ、町の人々の笑話にされる。要するに、あらゆる點から、民度が低いのである」という表現がみられるなど、戦後混乱期には既に「民度」を批判の手段として用いていた例も確認されている。